# Silnice I/32
Die Silnice I/32 (tschechisch für: „Straße I. Klasse 32“) ist eine tschechische Staatsstraße (Straße I. Klasse).

## Verlauf
Die Straße zweigt an der Ausfahrt (Exit) 42 der Dálnice 11 südöstlich von Poděbrady (Podiebrad) auf dem Gebiet der Gemeinde Libice nad Cidlinou (Libitz an der Cidlina) von dieser Autobahn ab und verläuft von dort in nordnordöstlicher Richtung nach Jičín (Gitschin), wo sie an der südlichen Stadtumgehung der Silnice I/16 endet. 
Die Straßenlänge beträgt rund 39 Kilometer.